# Shilong Shuiku
Shilong Shuiku är en reservoar i Kina. Den ligger i provinsen Hubei, i den centrala delen av landet, omkring 140 kilometer väster om provinshuvudstaden Wuhan. Trakten runt Shilong Shuiku består till största delen av jordbruksmark.
Genomsnittlig årsnederbörd är 1 225 millimeter. Den regnigaste månaden är maj, med i genomsnitt 180 mm nederbörd, och den torraste är december, med 15 mm nederbörd.